# Horihove, Korostîșiv
Horihove (în ucraineană Горіхове) este un sat în comuna Șahvorostivka din raionul Korostîșiv, regiunea Jîtomîr, Ucraina.

## Demografie
Componența lingvistică a localității Horihove
     Ucraineană (93,33%)
     Română (3,7%)
     Rusă (2,22%)
Conform recensământului din 2001, majoritatea populației localității Horihove era vorbitoare de ucraineană (93,33%), existând în minoritate și vorbitori de română (3,7%) și rusă (2,22%).